# Дибичи
Дибич (Дибич-Забалканские) — русский баронский и графский род, происходящий из Силезии.
Род Дибичей пресёкся в России в 1831 году. Бароны Дибич записаны в матрикулы дворянства всех трёх прибалтийских губерний.

## Описание герба
Щит разделён на три части, в первой верхней части в золотом поле виден вылетающий чёрный двуглавый орёл, коего главы увенчаны коронами. Во второй части, в голубом поле лисица, держащая во рту чёрного петуха. В третьей части, в золотом поле три чёрные орлиные крыла, из коих две части составляют древний герб рода Девичей-Дибичей.
На щите положена обыкновенная Графам Российским свойственная корона с турнирным на оной поставленным шлемом, на котором положена корона. Намёт на щите золотой, подложенный чёрным. Под щитом девиз: «Suum cuique».
Герб графа Дибича-Забалканского внесён в Часть 10 Общего гербовника дворянских родов Всероссийской империи, стр. 13.
Фамилия очевидно — славянская. Изначально имела пять немецких транскрипций (Dewisch, Debycz, Debytsch, Dewitsch и Diebitsch). Верней всего, Девичи, также как и Паннвицы, происходили из Лужиции.

## Известные представители
- Иоганн фон Девич — родоначальник, упомянут в документах под 22 ноября 1311 года.
- Фридрих-Генрих фон Девич или Дибич (v. Dewitsch, Diebitsch) — потомок предыдущего, был гофмейстером герцога Людвига II Лигницкого (1435).
- Николай Готфрид фон Дибич получил в 1732 году баронское достоинство королевства Богемского.
- Иван Иванович (Ганс-Эренфрид) Дибич (1737—1822), внук предыдущего, был адъютантом Фридриха Великого, перешёл в 1792 году в русскую службу и был генерал-майором. Автор «Speciele Zeit u. Geschäfts-Eintheilung Königs Friedrich II» (СПб., 1800); «Ausführliche Beschreibung der Exerzitien und der dabei gemachten Evolutionen der Garnison zu Potsdam unter Friedrich II» (СПб., 1801; русск. пер. Карбониера д’Арсита); «Gedanken über den Soldaten in allen seinen Theilen abgehandelt» (1801, на русском переводе Карбониера д’Арсита, 1802—1803 и др.).
- Сын его Иван Иванович Дибич-Забалканский (1785—1831) получил графский титул 25 июня 1827 года.